# Yegorlyk
Le Yegorlyk est un cours d'eau de 448 km de long qui coule dans le sud-ouest de la Russie. Il est un affluent du Manytch dans le bassin du Don.

## Source de la traduction
- (de) Cet article est partiellement ou en totalité issu de l’article de Wikipédia en allemand intitulé « Jegorlyk » (voir la liste des auteurs).